# Oskar Kalbfell
Oskar Kalbfell (* 28. Oktober 1897 in Betzingen, heute Stadtteil von Reutlingen; † 5. November 1979 in Reutlingen) war ein deutscher Politiker (SPD) und Oberbürgermeister von Reutlingen.

## Ausbildung und Beruf
Oskar Kalbfell besuchte die Volksschule und erlernte ein Handwerk mit anschließender kaufmännischer Ausbildung. Von 1921 bis 1922 war er als Sportlehrer im Ausland tätig. Später übte er eine Tätigkeit als Prokurist und Geschäftsführer in einem Bauunternehmen aus.

## Politik
Bis zur „Machtergreifung“ der Nationalsozialisten 1933 war er Vorsitzender der SPD-Fraktion des Stadtrats von Reutlingen. 1928 kandidierte er für den württembergischen Landtag, 1930 für den Reichstag.
1933 wurde er verhaftet und als SPD-Funktionär für neun Monate in das Konzentrationslager Heuberg (1933) gebracht.
Kalbfell stellte im November 1939 einen Aufnahmeauftrag in die NSDAP, der allerdings wegen „mangelhafter politischer Zuverlässigkeit“ zurückgewiesen wurde. Im Zweiten Weltkrieg führte Kalbfell gemeinsam mit Georg Allmendinger eine örtliche Widerstandsgruppe gegen das NS-Regime in Reutlingen. Durch sein beherztes Auftreten in der Endphase des Krieges, als er am 20. April 1945 den aus Richtung Tübingen anrückenden französischen Truppen mit weißer Flagge in der Hand entgegenging und ihnen die Stadt übergab, konnte er eine weitere Zerstörung Reutlingens abwenden, das bereits durch mehrere Luftangriffe alliierter Verbände Anfang 1945 schwer getroffen war.
Am 24. April 1945 wurden in Reutlingen vier deutsche Geiseln vom französischen Militär erschossen. Tags zuvor war ein französischer Soldat umgekommen, was die französische Militärregierung als Attentat wertete, vermutlich jedoch ein Verkehrsunfall war. In Folge davon wurde Kalbfell, zu der Zeit bereits kommissarischer Bürgermeister von Reutlingen, immer wieder vorgeworfen, er trage eine Mitverantwortung, weil er die Liste der zu erschießenden Geiseln aufgestellt habe. Kalbfell selbst bestritt dies zeitlebens, er habe von den Erschießungen erst im Nachhinein erfahren. Ein Gerichtsverfahren vor dem Landgericht Tübingen im Jahre 1951, das er selbst angeregt hatte, bescheinigte ihm, dass er nicht an der Auswahl mitgewirkt habe. Bis heute jedoch halten sich anderslautende Gerüchte über eine persönliche Verstrickung Kalbfells.
Von 1945 bis 1973 war Kalbfell Oberbürgermeister von Reutlingen. Diese Zeit wird in der Stadt bis heute als die „Ära Kalbfell“ bezeichnet, in die auch der Neubau des Reutlinger Rathauses (Oskar-Kalbfell-Platz 21) fällt. Zudem war er bis 1947 kommissarischer Landrat des Landkreises Reutlingen. Des Weiteren war er 1946 bis 1952 Abgeordneter in der Beratenden Landesversammlung und im Landtag von Württemberg-Hohenzollern und anschließend bis 1968 im Landtag von Baden-Württemberg, wo er den Wahlkreis Reutlingen vertrat. Er gehörte auch dem Deutschen Bundestag, in den er ebenfalls in Reutlingen direkt gewählt wurde, in dessen erster Legislaturperiode von 1949 bis 1953 an.

## Familie und Privates
Oskar Kalbfell war mit Rosa Kehrer verheiratet. Aus der Ehe gingen zwei Kinder hervor. In Reutlingen wohnte er nach dem Krieg in der Herderstraße 12.

## Mitgliedschaften, Ehrenämter und Auszeichnungen

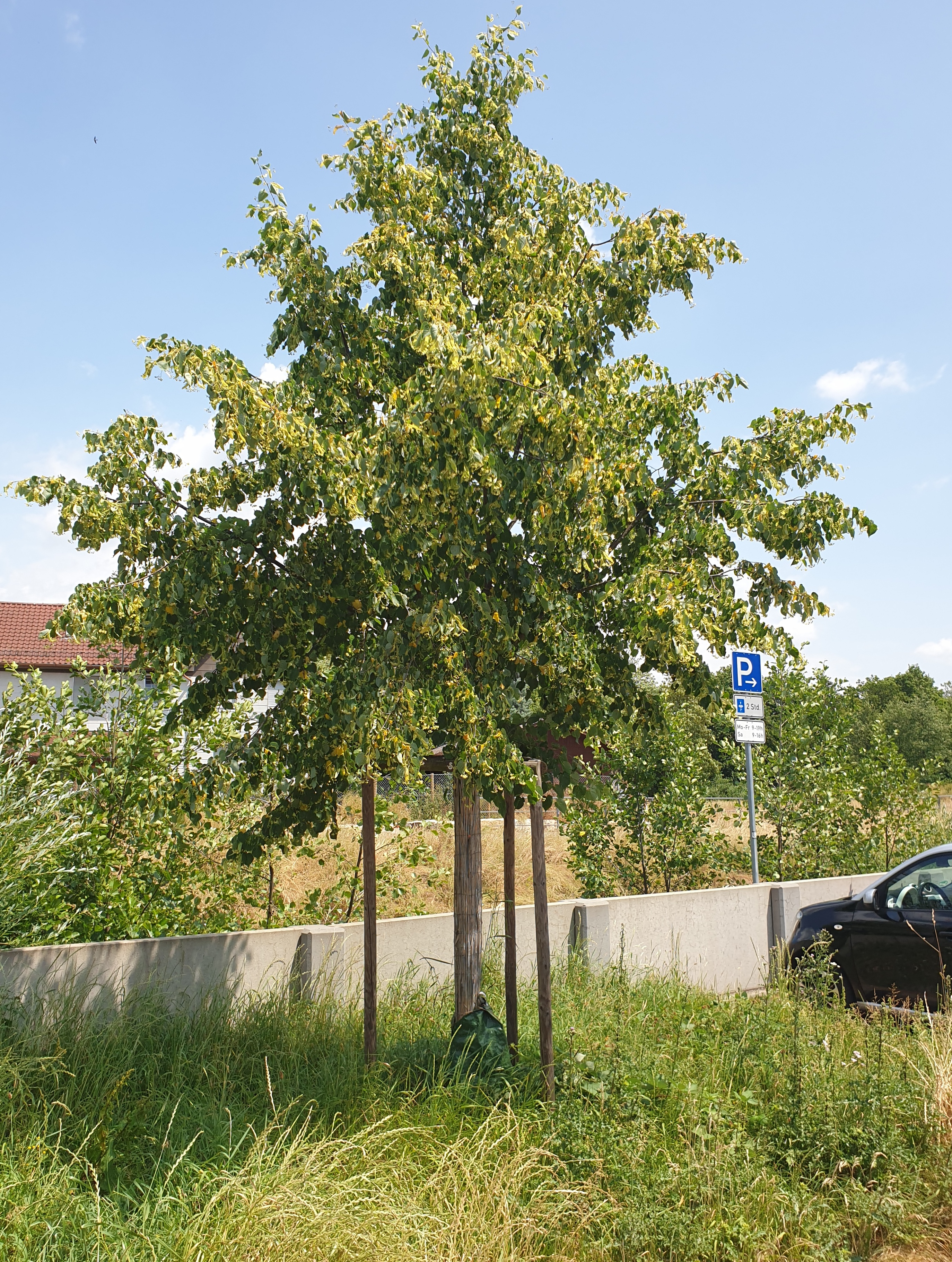
Zu Ehren von Oskar Kalbfell im Jahr 2006 gepflanzte Linde (2023)

Kalbfell war Mitglied des Rundfunkrats beim Südwestfunk und Präsident des Deutschen Städtetages. Weitere Positionen nahm er im Vorstand der Deutschen Verbandes für Wohnungswesen, Städtebau und Raumplanung, des Verbandes kommunaler Unternehmen und seit 1952 des Verwaltungsausschusses des Landesvermessungsamtes ein.
1955 wurde ihm das Große Verdienstkreuz der Bundesrepublik Deutschland verliehen. 1973 wurde er Ehrenbürger der Stadt Reutlingen. 1976 verlieh ihm Ministerpräsident Hans Filbinger die Verdienstmedaille des Landes Baden-Württemberg.

### Ehrendes Gedenken
Nach ihm ist die Oskar-Kalbfell-Stiftung benannt, deren Zweck die „finanzielle Unterstützung für begabte Kinder aus Reutlinger Familien mit geringem Einkommen“ ist. Außerdem trägt der zentrale Platz in Reutlingen den Namen Oskar-Kalbfell-Platz. Ebenso ist die Sporthalle beim Friedrich-List-Gymnasium in Reutlingen nach ihm benannt. An der ihm zur Erinnerung im Jahr 2006 gepflanzten Linde befindet sich seit dem 20. April 2020, dem 75. Jahrestag, ein erklärendes Hinweisschild.